# Lacey Turner
Lacey Amelia Turner, född 28 mars 1988 i Barnet i London, är en brittisk skådespelerska. Hon har bland annat gjort rollen som Stacey Slater i såpoperan Eastenders.

## Filmografi i urval
- 2004 - Eastenders
- 2011 - Being Human
- 2013 - Our Girl
- 2014 - Barnmorskan i East End

## Utmärkelser och nomineringar

### Utmärkelser
British Soap Awards
- 2007: Best Actress (EastEnders)
- 2008: Best Dramatic Performance (EastEnders)
- 2008: Best Storyline (delad Charlie Clements, Ko Joyner, Jake Wood, Simon Ashdown, EastEnders)
- 2010: Best Dramatic Performance (EastEnders)

National Television Awards
- 2007: Most Popular Actress (EastEnders)
- 2010: Most Popular Serial Drama Performance (EastEnders)
- 2011: Outstanding Serial Drama Performance (EastEnders)

TV Quick Awards, UK
- 2005: Best Soap Newcomer (EastEnders)
- 2011: Best Soap Actress (EastEnders)

Television and Radio Industries Club Awards
- 2007: TV Soap Personality (EastEnders)

### Nomineringar
British  Soap Awards 
- 2005: Soap Bitch of the Year (EastEnders)
- 2005: Best Dramatic Performance from a Young Actor or Actress (EastEnders)
- 2006: Best Dramatic Performance (EastEnders)
- 2006: Sexiest Female (EastEnders)
- 2006: Best Dramatic Performance (EastEnders)
- 2007: Sexiest Female (EastEnders)
- 2008: Best Actress (EastEnders)
- 2009: Sexiest Female (EastEnders)
- 2011: Best Exit (EastEnders)

National Television Awards UK
- 2005: Most Popular Newcomer (EastEnders)
- 2006: Most Popular Actress (EastEnders)
- 2008: Outstanding Serial Drama Performance (EastEnders)

TV Quick Awards, UK
- 2007: Best Soap Actress (EastEnders)
- 2008: Best Soap Actress (EastEnders)

Television and Radio Industries Club Awards
- 2010: TV Soap Personality (EastEnders)[2]